# Hegibach (Talbach)
Der Hegibach ist ein Bach in der Gemeinde Thalheim im Schweizer Kanton Aargau. Er ist ein etwa 2 Kilometer langer linker und nördlicher Zufluss des Talbaches.

## Geographie

### Verlauf
Der Hegibach entspringt bei Stierweil in einem Seitentälchen des Aargauer Jura, fliesst erst ostwärts durch Lutere, biegt dann nach Süden ab, passiert  das Gehöf Milchbrunnen und mündet schliesslich nach etwa 2 km bei Unterdorf von Thalheim in den Talbach.

### Zuflüsse
- (Bach vom) Stiermatt (rechts), 0,1 km
- Lutere 2 (rechts), 0,2 km
- Lutere 1 (rechts), 0,2 km
- (Bach vom) Grossmatt (rechts), 0,1 km

## Geschichte
Früher führte der Hegibach in einem Kanal durch Unterdorf und mündete bei der Winkelbrücke, dann wurde er von der Einmündung bis zur Hegi eingetunnelt und mündet heute  unterirdisch verrohrt bei der Strasse Mühle in den Talbach. In der nächsten Zeit ist geplant im Dorfteil "Breite" den Bach in die neue Quartierplanung mit einzubeziehen.